# 林通宏
林通宏，別號武慶，中華民國臺灣运动员、政治人物，阿美族人，出生於臺東縣，曾代表中國國民黨在平地原住民選舉區當選為第一屆第三次增額立法委員。

## 外部連結
- 第一屆立法委員名鑑（页面存档备份，存于）